# Microsoft Anti-Virus
Microsoft Anti-Virus var ett antivirusprogram från Microsoft, ursprungligen avsett för MS-DOS.
Microsoft Anti-Virus skrevs av Central Point Software Inc. (uppköpt av Symantec 1994) och var en väsentligt nedskalad version av bolagets andra produkt Central Point Antivirus (CPAV).
Programmet kunde upptäcka 2 371 virus år 1996.